# Santi Mina
Pour les articles homonymes, voir Mina.
Santiago Mina Lorenzo, dit Santi Mina, né le 7 décembre 1995 à Vigo, est un footballeur espagnol qui évolue au poste d'attaquant.

## Biographie

### En club
Le 18 février 2016, en seizièmes de finale aller de la Ligue Europa contre le Rapid Vienne, l'Espagnol est impliqué dans les cinq buts de son équipe en première période (2 buts et 3 passes décisives) pour une victoire 6-0 du Valence CF.

## Palmarès
Au Valence CF, Mina remporte son premier trophée avec la victoire du club lors de l'édition 2018-2019 de la Coupe d'Espagne face au FC Barcelone.

## Affaire judiciaire
Le 7 septembre 2021, Mina est accusé d’agression sexuelle pour des faits remontant au mois de juin 2017, et risque une peine de huit ans de prison. Le parquet détaille que le joueur aurait fait pression sur une jeune femme pour avoir des relations sexuelles en tentant d'insérer « son pénis dans la bouche de la plaignante, avant de la pousser sur le lit et d’introduire trois doigts dans son vagin ». Il est finalement condamné le 4 mai 2022 à quatre ans de prison et 50 000 euros d'amende pour abus sexuel par le tribunal d'Almería, et est écarté par son club qui ne l'autorise plus à ses entraînements. Un autre joueur professionnel et ami de Mina, David Goldar (en), également accusé par la victime et inculpé, est acquitté.